# Lijst van burgemeesters van Geldrop
Dit is een lijst van burgemeesters van de voormalige Nederlandse gemeente Geldrop in de provincie Noord-Brabant.
| Ambtsperiode          | Naam burgemeester                            | Leven     | Partij of stroming | Bijzonderheden                                            |
| --------------------- | -------------------------------------------- | --------- | ------------------ | --------------------------------------------------------- |
| 1810 - 1817           | Henri Vogelpoel                              |           |                    |                                                           |
| 1817 - 1820           | François Guillaume van den Heuvel            |           |                    |                                                           |
| 1820 - 1834           | Pieter Bolsius                               | 1765-1835 |                    | In dezelfde periode tevens burgemeester van Zesgehuchten. |
| 1834 - 1854           | Francis Knaapen                              | 1785-1861 |                    | In dezelfde periode tevens burgemeester van Zesgehuchten. |
| 1855 - 1874           | Willem Knaapen                               | 1825-1874 |                    |                                                           |
| 1874 - 1908           | Christiaan Jacobus ter Borgh                 | 1830-1908 |                    |                                                           |
| 1908 - 1939           | Albertus Nicolaas Fleskens                   | 1874-1861 |                    | Van 1905 tot 1921 tevens burgemeester van Zesgehuchten.   |
| 1939 - 1944           | Harry (K.L.H.) van der Putt                  | 1887-1945 |                    |                                                           |
| 1944 - 1946           | H. van der Heijden                           |           |                    | Waarnemend.                                               |
| 1946 - 1974           | Mr. Frans Joseph Johan Lodewijk van Lanschot | 1909-1999 | KVP                |                                                           |
| 1974 - 1981           | Louis Marie Johan van Erp                    | 1918-1997 | KVP                |                                                           |
| 1981 - 1993           | Mathias George Maria van Berckel             | 1928-2021 | CDA                |                                                           |
| 1993 - sept 2000      | Kees (C.J.J.A.) Leijten                      | *ca. 1946 | PvdA               |                                                           |
| sept 2000 - sept 2001 | Nellie (P.H.M.) Jacobs-Aarts                 | 1942-2018 | CDA                | Waarnemend.                                               |
| sept 2001 - 2004      | Kees (C.J.J.A.) Leijten                      | *ca. 1946 | PvdA               |                                                           |